# ديفيد أوبراين مارتن
ديفيد أوبراين مارتن (بالإنجليزية: David O'Brien Martin)‏ هو محامي وسياسي أمريكي، ولد في 26 أبريل 1944 في مقاطعة سانت لورنس في الولايات المتحدة، وتوفي في 20 نوفمبر 2012. حزبياً، نشط في الحزب الجمهوري. في انتخابات مجلس النواب الأمريكي 1990 ‏، انتخب عضو مجلس النواب الأمريكي عن دائرة الدائرة الانتخابية السادسة والعشرون لنيويورك ‏ وقد انضم خلال فترته النيابية ‏ (3 يناير 1991 – 3 يناير 1993)  للكتلة البرلمانية الحزب الجمهوري وانتخب عضو جمعية ولاية نيويورك وانتخب عضو مجلس النواب الأمريكي.